# João Lourenço
João Manuel Gonçalves Lourenço (Lobito, 5 marzo 1954) è un politico e generale angolano.

## Biografia
Esponente del Movimento Popolare di Liberazione dell'Angola, è stato ministro della difesa dal 2014 al 2017, quando è divenuto presidente della Repubblica dopo la vittoria del suo partito alle elezioni parlamentari. È stato riconfermato presidente alle elezioni del 2022. Ha assunto l'incarico di Presidente dell'Unione Africana a partire dal 15 febbraio 2025, per un anno.